# فهرست قنات‌های شهرستان ماکو
جدول زیر براساس آمار وزارت جهاد کشاورزی تهیه شده‌است. فهرست زیر قنات‌های شهرستان ماکو در استان آذربایجان غربی را نشان می‌دهد.
| نام قنات      | موقعیت                        | نزدیک‌ترین روستا | طول قنات (متر) | تعداد میله چاه | عمق مادر چاه | دبی (لیتر بر ثانیه) | سطح زیر کشت (هکتار) |
| ------------- | ----------------------------- | --------------- | -------------- | -------------- | ------------ | ------------------- | ------------------- |
| آق کهریز      | بخشی نامعلوم در شهرستان ماکو  | ایلانلو         | ۴۲۰            | ۰              | ۰            | ۷                   | ۱۲۰                 |
| بولاماچ       | بخشی نامعلوم در شهرستان ماکو  | قورشاقلو        | ۶۰۰            | ۰              | ۰            | ۸                   | ۱۵۰                 |
| تیکمه         | بخشی نامعلوم در شهرستان ماکو  | تیکمه           | ۵۰۰            | ۰              | ۰            | ۰٫۸۰۰۰۰۰۰۱۱۹۲۰۹۲۹   | ۲۵                  |
| حسین‌آباد      | بخشی نامعلوم در شهرستان ماکو  | قره جالو        | ۷۴۰            | ۰              | ۰            | ۲                   | ۱۰                  |
| خاتون         | بخشی نامعلوم در شهرستان ماکو  | اداغان          | ۱۲۰۰           | ۰              | ۰            | ۸                   | ۶۰                  |
| خیرداکهریز    | بخشی نامعلوم در شهرستان ماکو  | قره جالو        | ۳۴۰            | ۰              | ۰            | ۱٫۵                 | ۱۰                  |
| عبدالعلی کندی | بخشی نامعلوم در شهرستان ماکو  | عبدالعلی کندی   | ۱۲۰۰           | ۰              | ۰            | ۲                   | ۸۰                  |
| علی کهریزی    | بخشی نامعلوم در شهرستان پلدشت | نازک علیا       | ۳۵۰            | ۰              | ۰            | ۶                   | ۱۲۰                 |
| غفارکهریزی    | بخشی نامعلوم در شهرستان پلدشت | بهلول‌آباد       | ۳۱۰۰           | ۰              | ۰            | ۱                   | ۲۸                  |
| هاسون         | بخشی نامعلوم در شهرستان ماکو  | هاسون           | ۵۰۰            | ۰              | ۰            | ۱۲                  | ۸۰                  |
| هاسون کوچک    | بخشی نامعلوم در شهرستان ماکو  | هاسون کوچک      | ۱۵۰۰           | ۰              | ۰            | ۱٫۵                 | ۳۰                  |
| چخماتلوی سفلی | بخشی نامعلوم در شهرستان ماکو  | چخماتلوی سفلی   | ۲۲۰            | ۰              | ۰            | ۱                   | ۵۰                  |
| چخماتلوی علیا | بخشی نامعلوم در شهرستان ماکو  | چخماتلوی علیا   | ۱۲۰            | ۰              | ۰            | ۲                   | ۸۰                  |
| کدکهریزی      | بخشی نامعلوم در شهرستان پلدشت | شیبلو           | ۱۲۰۸           | ۰              | ۰            | ۴۰                  | ۱۵۰                 |
| کندکهریزی     | بخشی نامعلوم در شهرستان ماکو  | دیوانخانه       | ۳۰۰            | ۰              | ۰            | ۱۲                  | ۳۰۰                 |
| کندکهریزی     | بخشی نامعلوم در شهرستان پلدشت | نازک سفلی       | ۵۰۰            | ۰              | ۰            | ۶                   | ۱۵۰                 |
| گوی ناو       | بخشی نامعلوم در شهرستان پلدشت | نازک            | ۵۰۰            | ۰              | ۰            | ۷                   | ۱۴۰                 |